# Bambasi
Bambasi (auch Bambassi, Bambeshi, Fadasi, Abba Moti; äthiopische Schrift: ባምባሲ) ist ein Ort im Westen Äthiopiens. Es ist die größte Ortschaft in der Woreda Bambasi in der Asosa-Zone in der Region Benishangul-Gumuz.
Bambasi liegt etwas westlich des Flusses Dabus auf 1668 m Höhe und ist nach dem 2185 m hohen Berg Bambasi benannt.

## Bevölkerung
2005 hatte Bambasi nach Angaben der Zentralen Statistikagentur 7.166 Einwohner. 1994 waren von 4.164 Einwohnern 41,47 % Oromo, 33,02 % Amharen, 17,31 % Berta (Jebelawi, inkl. Fadashi) und 5,38 % Tigray; 2,81 % gehörten anderen ethnischen Gruppen an. Als Muttersprachen waren Oromo (42,07 %), Amharisch (33,74 %) und Berta (17 %) am weitesten verbreitet. 48,08 % waren Muslime, 45,24 % orthodoxe Christen und 4,68 % Protestanten.
In Bambasi leben viele Amharen aus Wollo, die in den 1980er Jahren umgesiedelt wurden.
Das Verhältnis zwischen den einheimischen Berta und den zugewanderten Äthiopiern aus anderen Landesteilen ist angespannt. So gab es Konflikte um die Vertretung beider Gruppen in der lokalen Verwaltung. 2000/01 kam es in Bambasi und Asosa zu Kämpfen, die mehrere Todesopfer forderten.
Am 2. April 2007 überfielen einheimische Muslime das Haus eines äthiopischen Missionars und töteten sechs seiner Rinder und Schafe. Fünf Tage später wurde ein Vertreter der lokalen Kirche ebenfalls angegriffen, und sein Besitz wurde zerstört.

## Geschichte
Ende des 19. Jahrhunderts war Bambasi Sitz des Scheichtums Bambasi. Dieses war nach der Eroberung durch Ismail Pascha – einen Sohn des Muhammad Ali Pascha – errichtet worden. Das Scheichtum war ein berüchtigtes Zentrum des Sklavenhandels, bezog aber auch einen bedeutenden Teil seiner Einkünfte in den 1880er Jahren daraus, dass es den Salzhandel zwischen sudanesischen Gebieten und den Oromo im heutigen Äthiopien besteuerte.
1938, während der italienischen Besetzung Äthiopiens, bestand Bambasi laut dem Guido der italienischen Regierung aus drei Gruppen von Häusern am Fuße des Berges Bambasi, verfügte über ausreichend Wasser und einen Markt.
Im äthiopischen Bürgerkrieg eroberte die Oromo Liberation Front (OLF) am 7. Januar 1990 den Ort und nahm sechs kubanische Ärzte und Krankenschwestern als Geiseln. Daraufhin bombardierte die Luftwaffe Bambasi, über die Zahl der Todesopfer gibt es keine Angaben. Im Februar behauptete der Radiosender der OLF, dass die Rebellengruppe zwischen Mendi und Bambasi 84 Soldaten getötet habe.